# Велики Годен
Велики Годен (алб. Goden i Madh; до 1955 — Годен) је насеље у општини Витина, Косово и Метохија, Република Србија.

## Становништво
| Демографија | Демографија | Демографија |
| Година      | Становника  | Становника  |
| ----------- | ----------- | ----------- |